# ココアの桃太郎たいぴんぐ
『ココアの桃太郎たいぴんぐ』（ココアのももたろうたいぴんぐ）は、ビーステックスのサービス「ぽけでび」で公開されているタイピングゲームであり、「タイピングRPG」を公称する。

## 概要
お菓子の妖怪「妖菓子（あやかし）」を退治するために出かけた「桃太郎ここあ」の冒険を題材としたキュートな世界観のタイピングゲームであり、キーを打つことによって攻撃や防御を行う。
登場人物は動物をモチーフにした「獣民」と呼ばれるキャラクターであり、犬、サル、キジの他にも一寸法師やかぐや姫など昔話をモチーフにしたキャラクターが仲間にできる。

## システム
プレイには「げんき」（ソーシャルゲームにおける「スタミナ」）が必要となる。
また、季節限定のキャンペーンを行うことがある。例として、2021年の春休み期間に行われたキャンペーンでは1プレイごとのげんきの必要量が半減、回復度が2倍になったり、限定キャラクターと戦うことができるステージが登場した。

## モード
本編のほかに、練習用モード「たいぴんぐ道場」や英語をタイピングする「English道場」、タイピングレベルをチェックできる「たいぴんぐ検定」などのモードがある。

## 評価
プラスデジタル（マイナビニュース）は、今までのずっと進化してこなかったタイピングソフトと比較し、「見るからに楽しそうな印象」「テンポよくゲームが進むこと」を評価点として挙げ、子どもでも楽しくタイピングができると高評価している。